# Michael Herbig

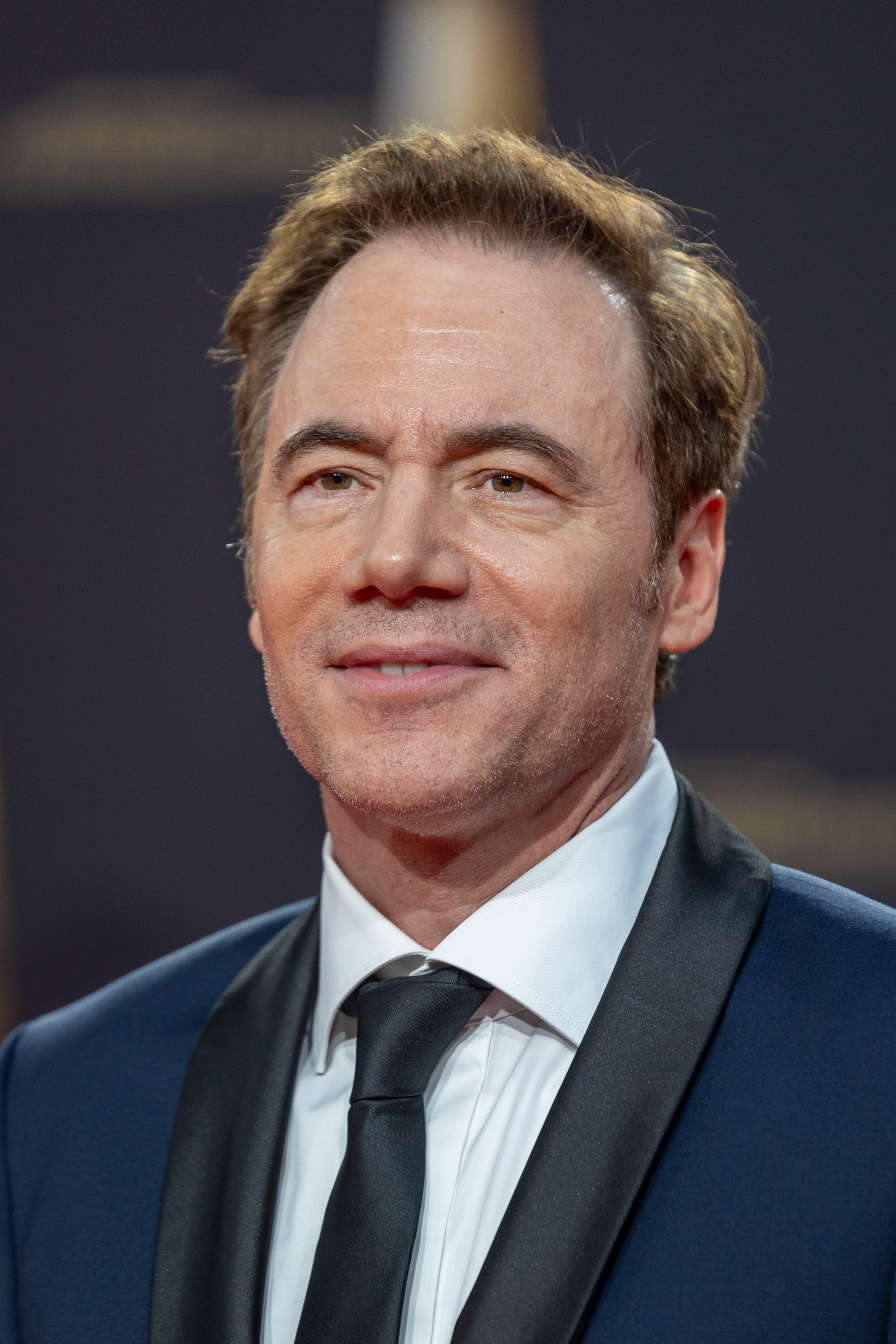
Herbig beim Deutschen Fernsehpreis 2023

Michael Alexander „Bully“ Herbig (* 29. April 1968 in München) ist ein deutscher Komiker, Schauspieler, Unternehmer, Drehbuchautor, Regisseur, Synchronsprecher und Produzent. Der vielfach ausgezeichnete Herbig wurde unter anderem mit der Fernsehsendung Bullyparade und den Filmen Der Schuh des Manitu und (T)Raumschiff Surprise – Periode 1 bekannt, die die bisher meistgesehenen deutschen Produktionen seit 1968 sind.

## Karriere
Michael „Bully“ Herbig machte seinen Realschulabschluss am Internat Schloss Brannenburg, danach bewarb er sich an der Filmhochschule München (HFF), wurde dort jedoch abgelehnt, und absolvierte stattdessen eine Fotografenausbildung. Seine Karriere „zum erfolgreichsten Humoristen des deutschen Kinos“ begann nach seinem Grundwehrdienst 1991 mit regelmäßigen Auftritten in Radiosendungen wie Langemann und die Morgencrew (ab 1992; 1994 wechselte die Sendung von Radio Gong zu Radio Energy) und Die Bayern-Cops (1992, etwa 800 Folgen), mit Rick Kavanian. Später war Herbig auf TV München in der Fernsehsendung Der Langemann zu sehen, sowie in Die Bayern Cops / Die Männer von Isar 3 (ab 1996).
Die Sketchreihe Raumschiff Sonderpreis (mit Kpt. Kork, Mr. Spuck und dem notorisch betrunkenen Schiffsarzt Pulle) lief auf RTL Radio während der Zeit als Oldiesender (1992–1996) jahrelang.
Herbigs erste deutschlandweite Sendung war Bully’s Late Light Show, eine wöchentliche Radio-Comedy, die seit 1997 bundesweit über die Sender von Radio Energy ausgestrahlt wurde. Hier arbeitete er zum ersten Mal mit seinen Freunden Christian Tramitz und Rick Kavanian im Team zusammen. Viele Figuren und Serien adaptierte Herbig für die Fernsehsendung Bullyparade, die von 1997 bis 2002 im Abendprogramm von ProSieben zu sehen war.
Als Synchronsprecher wirkte Herbig in den Filmen Back to Gaya und Ein Königreich für ein Lama mit. 1996 gründete er die herbX Medienproduktion GmbH, 1998 die herbX Tonstudios und 1999 die herbX Film GmbH. Mit dem Kinofilm Erkan & Stefan des gleichnamigen Comedyduos gab Herbig im Jahr 2000 sein Debüt als Filmregisseur.
Er wirkte als Regisseur, Produzent, Autor und Schauspieler in Der Schuh des Manitu (2001) mit, der mit 11,7 Millionen Besuchern bisher zu den zehn erfolgreichsten Filmen in Deutschland zählt. In Österreich wurde der Streifen der bis dato erfolgreichste Film.
Am 22. Juli 2004 kam Herbigs zweite Parodie (T)Raumschiff Surprise – Periode 1 in die Kinos, die ebenso wie Der Schuh des Manitu auf Figuren der Bullyparade aufbaut und insgesamt 9,1 Millionen Besucher verzeichnen konnte.
Ab dem 13. September 2004 lief auf ProSieben Herbigs Sendung Bully & Rick an, von der bis zum 1. Januar 2007 28 Folgen ausgestrahlt wurden.
Am 20. Juli 2006 erschien Hui Buh – Das Schlossgespenst in den Kinos. Hier lieh Herbig der Hauptfigur Stimme und Aussehen unter der Regie von Sebastian Niemann. Seine Freunde und Kollegen Rick Kavanian und Christoph Maria Herbst übernahmen ebenfalls Rollen in dem von Constantin Film präsentierten und von Christian Becker produzierten Werk.
Am 25. Oktober 2007 hatte Herbigs Animationsfilm Lissi und der wilde Kaiser Premiere. Wie so oft spielten seine engen Freunde Christian Tramitz und Rick Kavanian mit; Badesalz waren Special Guests.

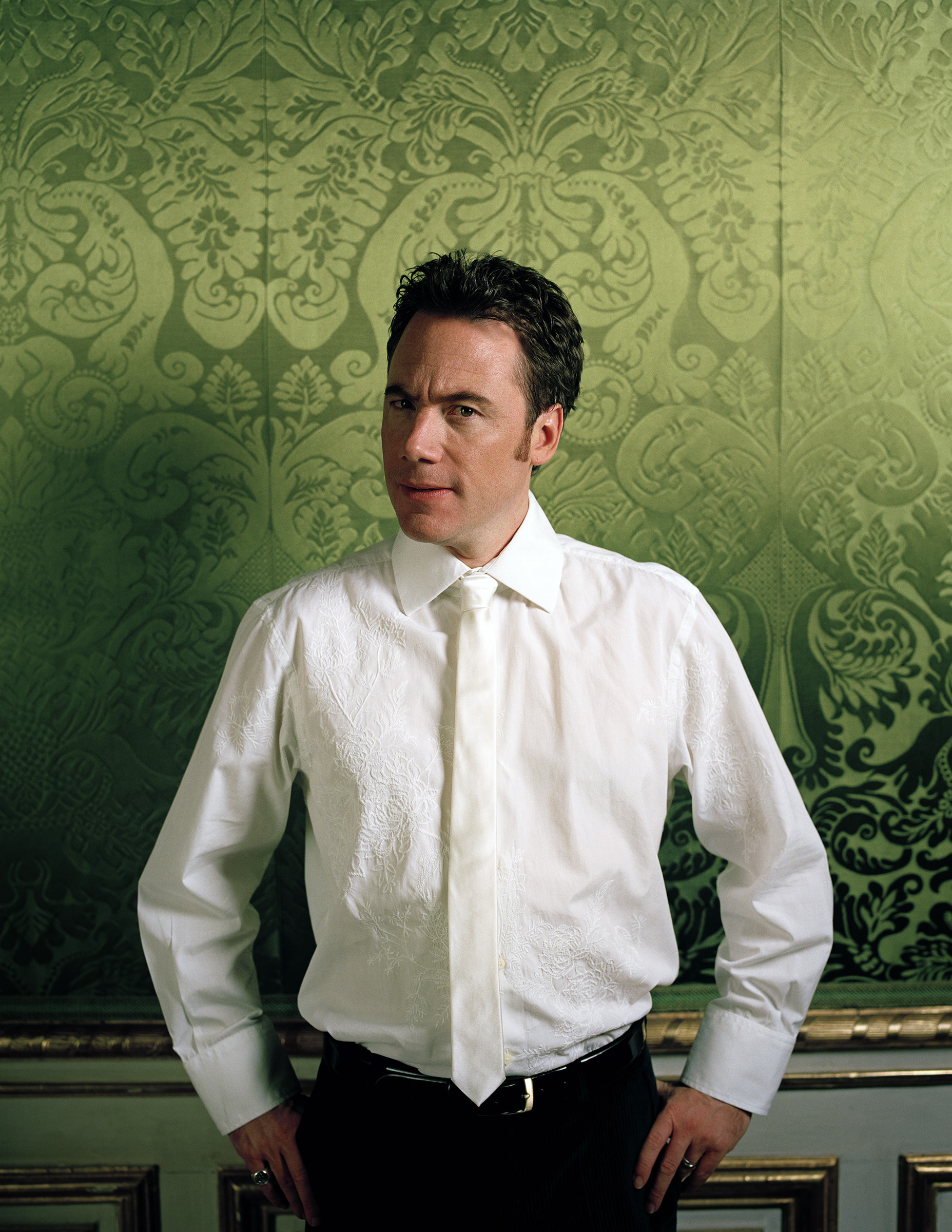
Michael Herbig, fotografiert von Oliver Mark in der Schlossanlage Schleißheim (2007)

Anfang 2008 war Herbig in einer Nebenrolle des Films Asterix bei den Olympischen Spielen zu sehen.
Vom 5. August bis 13. November 2008 verfilmte Herbig die Zeichentrickserie Wickie und die starken Männer als Spielfilm. Er führte Regie und ist in einer Nebenrolle zu sehen. Der Film kam am 9. September 2009 in die Kinos. Die Besetzung der Nebenrollen der „starken Männer“ wurde als Casting-Show Bully sucht die starken Männer vom 15. April 2008 bis zum 20. Mai 2008 auf ProSieben gezeigt.
Im Juli 2008 klagte Herbig vor dem Münchner Landgericht gegen den Computerspieleentwickler Take 2 Interactive aufgrund dessen Spieles Bully: Die Ehrenrunde. Aufgrund seines Spitznamens „Bully“ und des Titels des Spieles, befürchtete er, „könne er mit einem Gewaltspiel in Verbindung gebracht werden“ und forderte einen Verkaufsstopp sowie eine Strafzahlung. Am 23. Oktober 2008 entschied das Landgericht München I, dass keine Verwechslungsgefahr zwischen dem Computerspiel und Michael „Bully“ Herbig bestehe.
Nach seinen Erfolgen als Regisseur und Filmemacher konzentrierte sich Herbig wieder mehr auf die Arbeit als Schauspieler. So schlüpfte er 2011 in der Tragikomödie Hotel Lux unter der Regie von Leander Haußmann in die Rolle eines Kabarett-Komikers im Dritten Reich.
2011 verkörperte er unter der Regie von Helmut Dietl im Kir Royal-Nachfolgeprojekt Zettl Max Zettl, der in Berlin vom Chauffeur zum Chefredakteur eines Online-Magazins aufsteigt, womit er in die Fußstapfen des Münchner Klatschreporters Baby Schimmerlos trat. 2012 wurde Herbig bei der Verleihung des 62. Deutschen Filmpreises mit dem erstmals vergebenen Bernd Eichinger Preis geehrt.
2013 war er in einer Nebenrolle in der US-amerikanischen Komödie Der unglaubliche Burt Wonderstone neben Steve Carell, Steve Buscemi und Jim Carrey zu sehen. Am 25. Dezember 2013 kam Herbigs Komödie Buddy in die deutschen Kinos. Herbig selber erklärte den Film zu seinem „Beste(n) seit dem Schuh des Manitu“. Parallel zum Kinostart wurde im November und Dezember 2013 auf ProSieben die Sitcom Bully macht Buddy ausgestrahlt. Herbig führte Regie, produzierte und spielte sich selbst in der Hauptrolle. An seiner Seite waren Rick Kavanian, Gisa Flake und Sandra Koltai zu sehen.
Im Sommer 2016 drehte er mit Christian Tramitz und Rick Kavanian die Komödie Bullyparade – Der Film, die zum 20-jährigen Jubiläum der Show erscheinen sollte, ab. Der Verleih wurde von Warner Bros. übernommen, Starttermin in deutschen Kinos war der 17. August 2017.
Am 25. Dezember 2016 kam der Film Vier gegen die Bank in die Kinos, in dem Herbig den verklemmten Anlageberater Tobias spielt.
Ende September 2018 erschien der Film Ballon, bei dem er sowohl als Regisseur als auch als Drehbuchautor und Produzent fungierte. Es handelt sich dabei um seine erste Regiearbeit, die nicht als Komödie angelegt ist; der Film ist dem Thriller-Genre zuzuordnen. Es wird die Ballonflucht der Familien Strelzyk und Wetzel aus der DDR nach Westdeutschland im Jahr 1979 geschildert.
Seit April 2021 ist Herbig Host der Amazon-Prime-Serie LOL: Last One Laughing. Die erste Staffel der Produktion war die bis dahin am häufigsten gestreamte Sendung auf Amazon Prime Video.
Am 29. September 2022 kam Herbigs Mediensatire Tausend Zeilen in die deutschen Kinos.
Im November 2022 übernahm Herbig einmalig die Moderation der Comedy-Show TV Total. Er vertrat Sebastian Pufpaff, der krankheitsbedingt ausfiel.
Seit Dezember 2024 tritt er an der Seite von Stefan Raab in der Spielshow Stefan & Bully gegen irgendson Schnulli auf, die auf RTL ausgestrahlt wird.

## Sonstiges
Den Spitznamen „Bully“ bekam Herbig in seiner Kindheit, weil er in der Schule ein Trikot des FC Bayern München trug, dessen damaliger Sponsor Magirus-Deutz mit dem Slogan „Die Bullen kommen!“ warb. Von einem Lehrer wurde er fortan „Bully“ genannt, da in der Klasse mehrere Jungen Michael hießen. Seit 2008 ist der Spitzname Bestandteil des Künstlernamens.
Am 11. Juni 2011 (für das Publikum: 14. Juni) eröffnete die Bavaria Filmstadt das Bullyversum, ein 1500 m² großes Erlebniszentrum, das Herbigs Leben und Werk gewidmet war. Es enthielt Ausstellungsstücke wie das Kinderzimmer „Bullys“ und Eventstationen zu seinen Filmen (Schuh des Manitu, Hui Buh, (T)Raumschiff Surprise, Lissi und der wilde Kaiser). Unter anderem konnten Besucher auch in Filmkostüme schlüpfen und eine Szene drehen, die in einen Film hineingeschnitten wurde. Im November 2018 wurde das Bullyversum aus Platzgründen wieder aufgelöst.
In Madame Tussauds Wachsfigurenkabinett in Berlin befindet sich auch Michael „Bully“ Herbig unter den Wachs-Exponaten.
Seit 2014 tritt Herbig in der ZDF-Quizsendung Der Quiz-Champion als Dauerexperte für die Kategorie „Film und Fernsehen“ an.
Von Dezember 2014 bis Ende 2018 war er Werbebotschafter von Haribo und löste Thomas Gottschalk ab.

## Unternehmen
- 1996: herbX medienproduktion GmbH (Gründer, Geschäftsführer und Eigentümer) – Verschmelzung mit herbX film GmbH am 30. September 2008
- 1998: herbX medienproduktion GmbH & co Studio- und Verlags-KG (Gründer, Geschäftsführer und Eigentümer) – Das Tonstudio wurde am 1. Juli 2007 veräußert an wavefront studios GmbH
- 1999: herbX film- und fernsehproduktion GmbH (Gründer, Geschäftsführer und Eigentümer)
- 1999: xframe GmbH – Schnittplatz – Mitbegründer zu 20 % bis 2006
- 2007: herbX medienproduktion GmbH & co. Verlags-KG – nur noch Verlag / ohne Tonstudio
- 2008: herbX film GmbH mit Übernahme am 30. September 2008 herbX medienproduktion GmbH

## Privates
Seit 2003 ist Herbig mit seiner langjährigen Freundin Daniela verheiratet, 2010 wurde ihr gemeinsamer Sohn geboren. Sie leben in Straßlach im Landkreis München.

## Werke

### Diskografie
- 1998: Feines Fressi
- 2000: Rumpelstilzchen (Soundtrack Simsalagrimm)
- 2001: Unser (T)Raumschiff/bullyparade
- 2001: Der Schuh des Manitu
- 2002: Do the Tomahawk-a-lula! Grauer Star (Single)
- 2004: (T)Raumschiff Surprise – Periode 1 – Das Comedy-Hörspiel
- 2004: Space-Taxi, Stefan Raab feat. Spucky, Kork & Schrotty (Single)
- 2007: Lissi und der wilde Kaiser – Das königlich-kaiserliche Comedy-Hörspiel
- 2009: Father and Son, Bully & Sasha (Single)

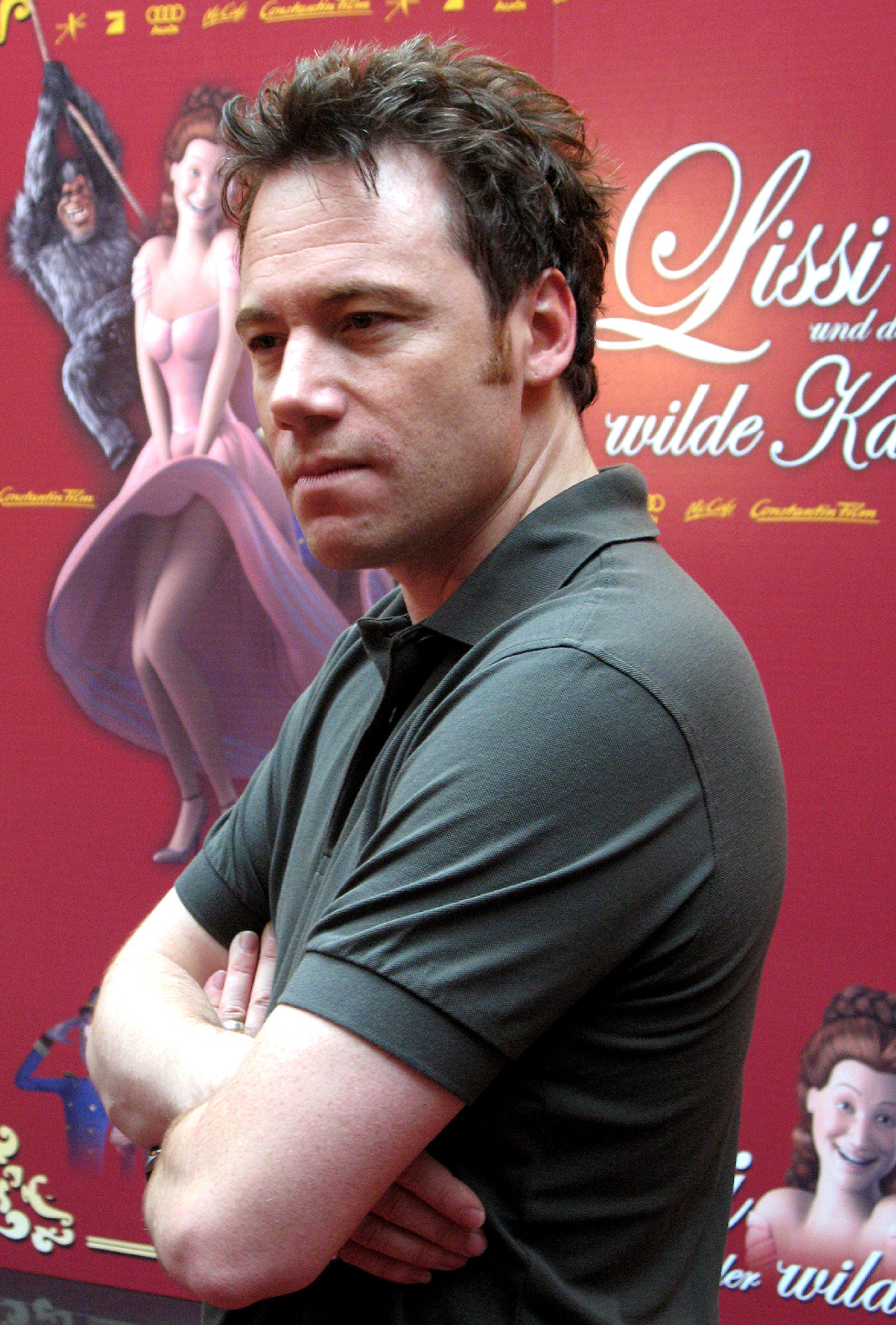
Herbig bei der Berliner Pressevorstellung von Lissi und der wilde Kaiser, 2007

### Radio
- 1992–1994: Morgenshow (bei Radio Gong)
- 1994–1995: Morgenshow (bei Radio Energy)
- 1992–1996: Die Bayern-Cops (ca. 800 Folgen)
- 1997: Bully’s Late Light Show (deutschlandweite Radioshow)

### Fernsehen
- 1996: Easy Bully (Autor, Darsteller)
- 1997–2002: Bullyparade (90 Folgen, als Autor, Darsteller, Regisseur, Produzent, DE: Gold (Comedy-Award), CH: Gold (Videoalbum))[21][22]
- 1999: Die Bademeister – Weiber, saufen, Leben retten (Darsteller)
- 2004–2006: Bully & Rick (26 Folgen, als Autor, Darsteller, Regisseur, Produzent)
- 2004: Genial daneben (eine Folge)
- 2008: Bully sucht die starken Männer (sechs Folgen, als Co-Produzent)
- 2013: Bully macht Buddy (sechs Folgen, als Darsteller, Regisseur, Produzent)
- seit 2021: LOL: Last One Laughing (Amazon Prime)
- 2022: Schlag den Star (Kandidat gegen Rick Kavanian)
- 2022: TV Total (Moderator, 1 Folge)
- seit 2024: Stefan & Bully gegen irgendson Schnulli (als Herausforderer / Kandidat mit Stefan Raab)

### Film
Als Drehbuchautor (D), Regisseur (R), Produzent (P); wenn nicht anders angegeben, zudem als Darsteller.
- 2000: Erkan & Stefan (nur R)
- 2001: Der Schuh des Manitu (auch D, R, P)
- 2002: Knallharte Jungs
- 2004: (T)Raumschiff Surprise – Periode 1 (auch D, R, P)
- 2006: Hui Buh – Das Schlossgespenst
- 2007: Lissi und der wilde Kaiser (auch D, R, P)
- 2008: Asterix bei den Olympischen Spielen
- 2008: Die Geschichte vom Brandner Kaspar
- 2009: Wickie und die starken Männer (auch D, R)
- 2011: Hotel Lux (auch P)
- 2012: Zettl
- 2013: Der unglaubliche Burt Wonderstone
- 2013: Buddy (auch D, R, P)
- 2015: Traumfrauen
- 2016: Vier gegen die Bank
- 2017: Bullyparade – Der Film (auch D, R, P)
- 2018: Ballon (auch D, R, P)
- 2021: Der Boandlkramer und die ewige Liebe (auch D, P)
- 2022: Tausend Zeilen (R)
- 2022: Hui Buh und das Hexenschloss
- 2025: Das Kanu des Manitu (auch D, R, P)

### Synchronarbeiten
- 2001: Ein Königreich für ein Lama (als Kuzco)
- 2004: Back to Gaya (als Buu)
- 2005: Robots (als Fender)
- 2006: Hui Buh – Das Schlossgespenst (als Ritter Balduin, Hui Buh)
- 2007: Lissi und der wilde Kaiser (als Lissi, Erwin, Ignaz)
- 2010: Toy Story 3 (als Woody)
- 2018: Jim Knopf und Lukas der Lokomotivführer (als Nepomuk)
- 2018: Tabaluga – Der Film (als Marienkäfer Bully)
- 2019: A Toy Story: Alles hört auf kein Kommando (als Woody)
- 2020: Jim Knopf und die Wilde 13 (als Nepomuk)
- 2022: Hui Buh und das Hexenschloss (als Hui Buh)

## Auszeichnungen

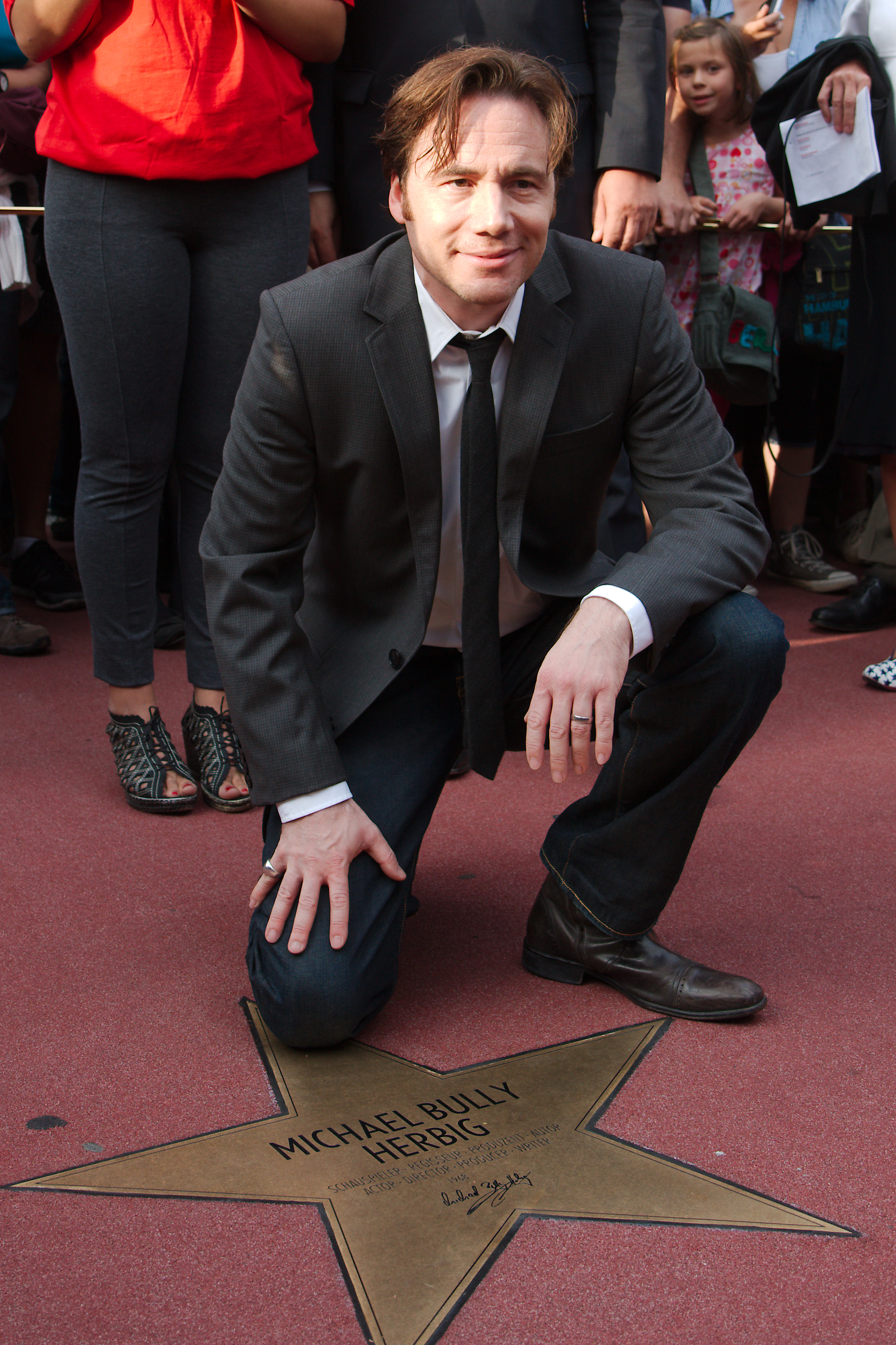
Herbig bei der Einweihung seines Sternes auf dem Boulevard der Stars in Berlin (2012)

### Nominiert
- 1997: Goldene Rose von Montreux – Nominierung für Easy Bully
- 1998: Goldene Rose von Montreux – Nominierung für Die Bullyparade
- 1999: Goldene Rose von Montreux – Nominierung für Die Bullyparade
- 2000: Deutscher Fernsehpreis – Nominierung für Die Bullyparade
- 2002: Goldene Rose von Montreux – Nominierung für Die Bullyparade

### Erhalten
- 1996: BLM Hörfunkpreis für Die Bayern-Cops – Beste Comedy-Reihe
- 2001: Goldene Leinwand für Der Schuh des Manitu – (3 Millionen Zuschauer)
- 2001: Goldene Leinwand mit Stern für Der Schuh des Manitu – (6 Millionen Zuschauer)
- 2001: Goldene Leinwand mit zwei Sternen für Der Schuh des Manitu – (9 Millionen Zuschauer)
- 2001: Deutscher Fernsehpreis – Nominierung für Die Bullyparade
- 2001: Deutscher Comedypreis für Der Schuh des Manitu – Bester Film
- 2001: Deutscher Comedypreis für Michael Bully Herbig – Bester Comedian (Der Schuh des Manitu)
- 2001: Bambi für Der Schuh des Manitu
- 2001: Bronzener Otto verliehen von der Zeitschrift BRAVO für Michael Bully Herbig
- 2001: Porzellan-Löwe der Bayerischen Staatskanzlei für Der Schuh des Manitu – Erfolgreichster Film
- 2002: Bayerischer Filmpreis Sonderpreis des Ministerpräsidenten für Der Schuh des Manitu
- 2002: Bayerischer Filmpreis Publikumspreis für den beliebtesten Film Der Schuh des Manitu
- 2002: Jupiter verliehen von der Zeitschrift Cinema für Der Schuh des Manitu – Bester Film
- 2002: Deutscher Filmpreis für Der Schuh des Manitu – Sonderpreis der Jury
- 2002: Deutscher Filmpreis: Publikumspreis Film des Jahres – Der Schuh des Manitu
- 2002: Deutscher Filmpreis: Publikumspreis Schauspieler des Jahres (Der Schuh des Manitu)
- 2002: DVD Champion für Der Schuh des Manitu – Beste DVD-Produktion
- 2003: DIVA Deutscher Videopreis für Der Schuh des Manitu
- 2004: Goldene Leinwand für (T)Raumschiff Surprise – Periode 1 – (3 Millionen Zuschauer)
- 2004: Goldene Leinwand mit Stern für (T)Raumschiff Surprise – Periode 1 – (6 Millionen Zuschauer)
- 2004: Goldene Leinwand mit zwei Sternen für (T)Raumschiff Surprise – Periode 1 – (9 Millionen Zuschauer)
- 2004: Comet für Space Taxi, Stefan Raab feat. Spucky, Kork und Schrotty – Bester Filmsong
- 2004: Deutscher Comedypreis für Michael Bully Herbig – Bester Comedian ((T)Raumschiff Surprise – Periode 1)
- 2004: Deutscher Comedypreis für (T)Raumschiff Surprise – Periode 1 – Beste Kino-Komödie
- 2004: G.Q. für Michael Bully Herbig – Mann des Jahres
- 2004: G.Q. für (T)Raumschiff Surprise – Periode 1 – Film des Jahres
- 2004: Kabel 1 & TV Movie Award für (T)Raumschiff Surprise – Periode 1 – Erfolgreichster Film des Jahres
- 2004: WDR 1 Live Krone für (T)Raumschiff Surprise – Periode 1 – Beste Comedy
- 2004: Silberner Otto verliehen von der Zeitschrift BRAVO für Michael Bully Herbig
- 2005: Bayerischer Filmpreis für (T)Raumschiff Surprise – Periode 1 – Bester Comedy Film
- 2005: Deutscher Comedypreis für Bully & Rick – Beste Comedy-Show
- 2005: Goldene Kamera für Michael Bully Herbig – Kategorie Comedy
- 2005: Jupiter verliehen von der Zeitschrift Cinema für Michael Bully Herbig – Beste Regie deutscher Film (T)Raumschiff Surprise – Periode 1
- 2005: Porzellan-Löwe der Bayerischen Staatskanzlei für (T)Raumschiff Surprise – Periode 1 – Erfolgreichster Film
- 2005: BZ Kulturpreis Berliner Bär für Michael Bully Herbig – Kategorie Film
- 2006: Peter-Frankenfeld-Preis für künstlerische Vielseitigkeit und humanitäres Engagement für Michael Bully Herbig
- 2007: Animago Award für Lissi und der wilde Kaiser – Ehrenpreis
- 2007: WDR Eins Live Krone für Bully & Rick – Beste Comedy-Show
- 2008: Bayerischer Filmpreis für Lissi und der wilde Kaiser – Publikumspreis
- 2008: DIVA Deutscher Entertainment Preis für Michael Bully Herbig – Beste Regie (Lissi und der wilde Kaiser)
- 2008: Jupiter Award für Michael Bully Herbig – Beste Regie (Lissi und der wilde Kaiser)
- 2008: G.Q. für Michael Bully Herbig – Mann des Jahres
- 2008: Bambi für Michael Bully Herbig – Bester Darsteller (Die Geschichte vom Brandner Kaspar)
- 2009: Bayerischer Filmpreis für Michael Bully Herbig – Beste schauspielerische Leistung (Die Geschichte vom Brandner Kaspar)
- 2009: Goldene Leinwand für Wickie und die starken Männer – (3 Millionen Zuschauer)
- 2009: Deutscher Comedypreis für Wickie und die starken Männer – Beste Kino Komödie
- 2009: Bambi für Wickie und die starken Männer – Bester Film national
- 2010: Goldene Ehrenleinwand für Michael Bully Herbig verliehen vom HDF für besondere Verdienste (fünf Filme in zehn Jahren mit 30 Millionen Kinobesuchern)
- 2010: Bayerischer Filmpreis für Wickie und die starken Männer – Bester Familienfilm
- 2010: Bayerischer Filmpreis für Wickie und die starken Männer – Beliebtester Film/Publikumspreis
- 2010: Goldener Spatz der Kinderjury beim Kinderfilmfest in Erfurt zum besten Spielfilm
- 2011: DIVA Entertainment Preis #2011
- 2011: Karl-Valentin-Orden der Münchner Faschingsgesellschaft Narrhalla
- 2012: Bernd Eichinger Preis bei der Verleihung des 62. Deutschen Filmpreises
- 2012: Stern auf dem Boulevard der Stars
- 2012: Querdenker-Award[23]
- 2013: Video Champion für Michael Bully Herbig (kreativster Künstler des Jahres)[24]
- 2014: Romy (Auszeichnung), Österreichischer Filmpreis für Michael Bully Herbig (Beste Regie Kinofilm „Buddy“)[24]
- 2014: Goldenes Schlitzohr Auszeichnung des internationalen Clubs der Schlitzohren für Michael Bully Herbig[24]
- 2015: Radio Regenbogen Award „Medien-Mann des Jahres 2014“[24]
- 2016: Bestes Marken Testimonial 2015 für Haribo[25]
- 2018: AZ-Stern – Film des Jahres für „Ballon“
- 2019: Friedenspreis des Deutschen Films – Die Brücke für seinen Film Ballon[26]
- 2022: Bayerischer Verfassungsorden[27]
- 2023: Bayerischer Filmpreis 2022 – Preis des Ministerpräsidenten (Ehrenpreis)[28][29]
- 2023: Deutscher Fernsehpreis 2023 – Ehrenpreis[30]